# Alloxysta sawoniewiczi
Alloxysta sawoniewiczi is een vliesvleugelig insect uit de familie van de Figitidae. De wetenschappelijke naam van de soort is voor het eerst geldig gepubliceerd in 1988 door Kierych.